# Barbosa Ferraz
Barbosa Ferraz är en kommun i Brasilien.   Den ligger i delstaten Paraná, i den södra delen av landet, 1 000 km söder om huvudstaden Brasília. Antalet invånare är 12 653.
Omgivningarna runt Barbosa Ferraz är huvudsakligen savann. Runt Barbosa Ferraz är det glesbefolkat, med 8 invånare per kvadratkilometer.